# レティーロ (マドリード)
レティーロ （Retiro）は、スペイン、マドリードの区。

## 地理
北をサラマンカ、東をモラタラス、南をアルガンスエラとプエンテ・デ・バリェカス、西をセントロと接する。以下の6つの地区で構成される。
- 31 - パシフィコ
- 32 - アデルファス
- 33 - エステリャ
- 34 - イビサ
- 35 - ヘロニモス
- 36 - ニーニョ・ヘスース

レティーロ公園を除けば、ほとんどが住宅となっている。サラマンカ区と同時期につくられ、レティーロ通り沿いに整然とした町並みが続く。しかしイビサ地区ができてから第二の都市計画は行われなかった。そのためにエストレリャ地区などは不規則な町並みとなっている。

## 交通
- セルカニアス マドリード - アトーチャ駅
- マドリード地下鉄 - 1号線、2号線、6号線、9号線